# Eysteinn Ásgrímsson
Eysteinn Ásgrímsson (Hvammur?, 1310 körül – Niðaróss (később Trondheim), 1361. március 14.) középkori Ágoston-rendi szerzetes, izlandi költő, sokak szerint korának legnagyobb egyházi költője.

## Élete
Eysteinn Ásgrímsson szkald volt, valamint az izlandi papság tagja. Az ágoston-rendi þykkvibaeri kolostorban élt 1343-ig, amikor megverte az apátot, s emiatt börtönbe küldték. A börtön után a skálholti püspök segédjeként működött, míg 1355-ben Norvégiába nem utazott, ahonnan 1357-ben tért haza kanonokként, felügyelői megbízatással. Izlandon gorombasága miatt kiátkozták, de később visszafogadták. 1360-ban ismét Norvégiába indult, de a hajóút túl nehéznek bizonyult, így a költő nem sokkal a partot érés után meghalt.

## Munkássága
Eysteinn leghíresebb – s egyben egy obszcén bökversen kívül egyetlenként fennmaradt – művét, a Lilját 1343 és 1344 között írta. A középkori szimbolikában a vers címét adó liliom (izlandiul lilja) Szűz Máriát vagy a tisztaságot jelképezi. A vers mély bűntudattal van tele, stílusában egyszerű és világos, szakít a szkaldikus költészet homályosságával. A költemény 600 soros, kitűnik, hogy az egyébként kötözködő költő naiv hite jelenik meg benne.
A vers drápa formájú, a hagyományos dróttkvætt ritmus helyett a hrynhendát használja, mely hat helyett nyolc szótagos sorokból áll. A verslábhasználat jobban kifejezi a mű lassúságát a prédikációkkal szemben. Néhány kutató azt feltételezi, hogy a þykkvibaeri kolostori zendülés volt az alapja a költeményének.
A Lilja nagy hatást gyakorolt az észak-európai irodalomoktatásra, az iskolákban hetente egyszer fel kellett mondani a verset. Ma is fontos szerepe van, továbbra is olvassák és tanítják.